# Platforma wiertnicza
Platforma wiertnicza – najczęściej konstrukcja pływająca wyposażona w urządzenie wiertnicze, przeznaczona do wykonywania odwiertów pod dnem akwenu. Sporadycznie bywają wykorzystywane do eksploatacji podmorskich złóż węglowodorów (gaz ziemny, ropa naftowa) – w odróżnieniu od platform wydobywczych.

## Charakterystyka

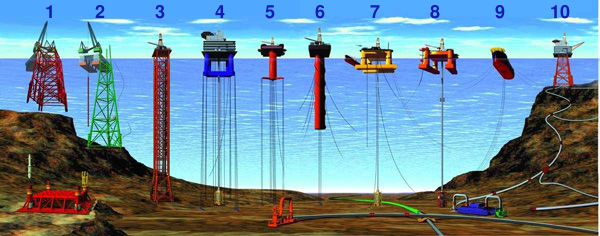
Różne typy platform wiertniczych

Istnieje pięć zasadniczych typów platform wiertniczych:
- fixed (stałe, np. Mittelplatte)
- submersible (zanurzalne)
- jack-up (np. Petrobaltic)
- semi-submersible (półzanurzalne, np. Deepwater Horizon)
- drillship (statki wiertnicze, np. JOIDES Resolution)

Największą i najbardziej zaawansowaną platformą wiertniczą typu jack-up jest Maersk Inspirer. Dodatkowo jednostka ta wyposażona jest w moduł produkcyjny, co jest bardzo rzadkim przykładem platformy kombinowanej – wiertniczej również o zdolnościach produkcyjnych. Podstawowe dane Maersk Inspirera:
- wydobycie ropy: 2000 m³/dobę
- wydobycie gazu: 1 500 000 m³/dobę
- wydobycie wody: 10 400 m³/dobę
- produkcja energii elektrycznej: 24 MW

Większość platform wiertniczych cechuje się charakterystyczną kratownicową konstrukcją wieży wiertniczej oraz możliwością zmiany miejsca pracy. Ze względu na wysokie ryzyko wybuchu i pożaru, a także trudno dostępne środowisko pracy, platformy wyposaża się w lądowiska dla śmigłowców.